# インドの首相
インドの首相（インドのしゅしょう、भारत के प्रधानमंत्री、英: Prime Minister of India　 IAST ： BhāratkēPradhānamantrī ）は、インドの政府の長。

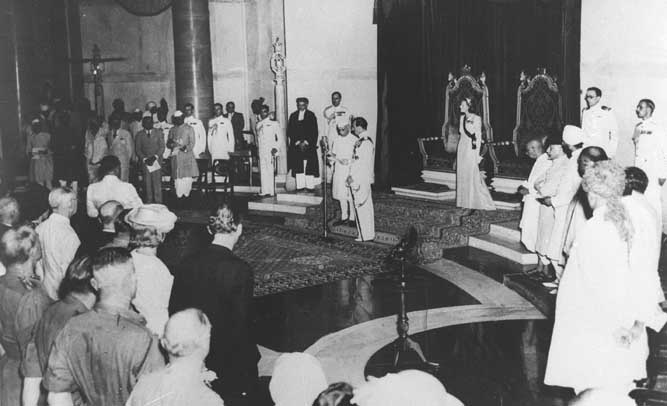
マウントバッテン卿は、 1947年8月15日にインドの最初の首相としてジャワハルラル・ネルーを誓う

首相はインドの大統領に助言し、連邦閣僚会議の長を務める。首相と大統領はインド議会、すなわちローク・サバー（下院）とラージヤ・サバー（上院）のいずれの議員も就任可能である。しかし、下院で多数派を占める政党または連立政権与党の議員である必要がある。
首相が長を務める連邦閣僚会議は大統領に任命され、行政事務の管理において大統領を補佐する。連邦閣僚会議はインド憲法第75条第3項より、下院に対して責任を持つ。首相は、ローク・サバーの過半数の信任を受ける必要があり、大統領の指示により、過半数を証明できない場合は辞任せねばならない。

## 起源と歴史
インドは議院内閣制を採り、首相が政府の長として行政を統括する。議院内閣制では、君主や大統領、総督などの国家元首すなわち国を代表するトップは大抵、純粋に儀礼的な立場を持って、ほとんどは首相の助言のみを以て行動する。
首相は、上院、下院、いずれかの議員でない場合、就任して6ヶ月以内に議員にならねばならない。首相は、議会による法案を確実に通過させるために他の中央大臣と協力することが期待されている。

### 歴史

#### 1947年–1984年
1947年以降、14人の首相がいた。1947年から最初の数十年は、インド国民会議が、インドの政治的な勢力図を完全に支配した。

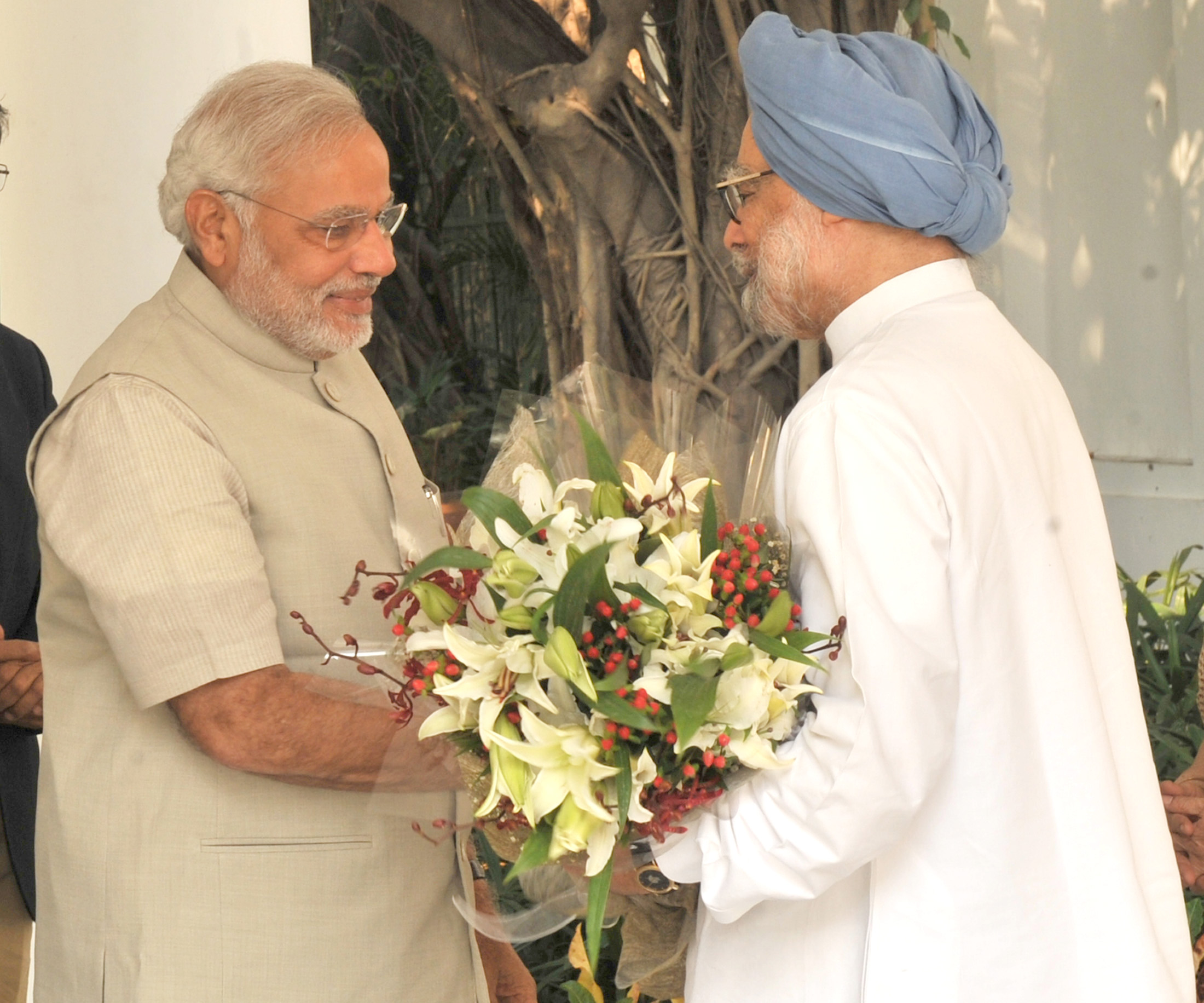
ナレンドラ・モディ首相（左）が前任者のマンモハン・シン （右）に引き継ぐ。 2014年

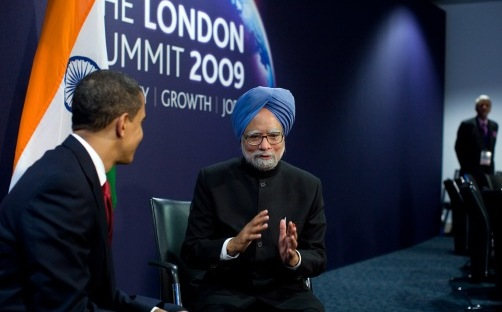
2009年ロンドンサミット でのマンモハン・シン首相

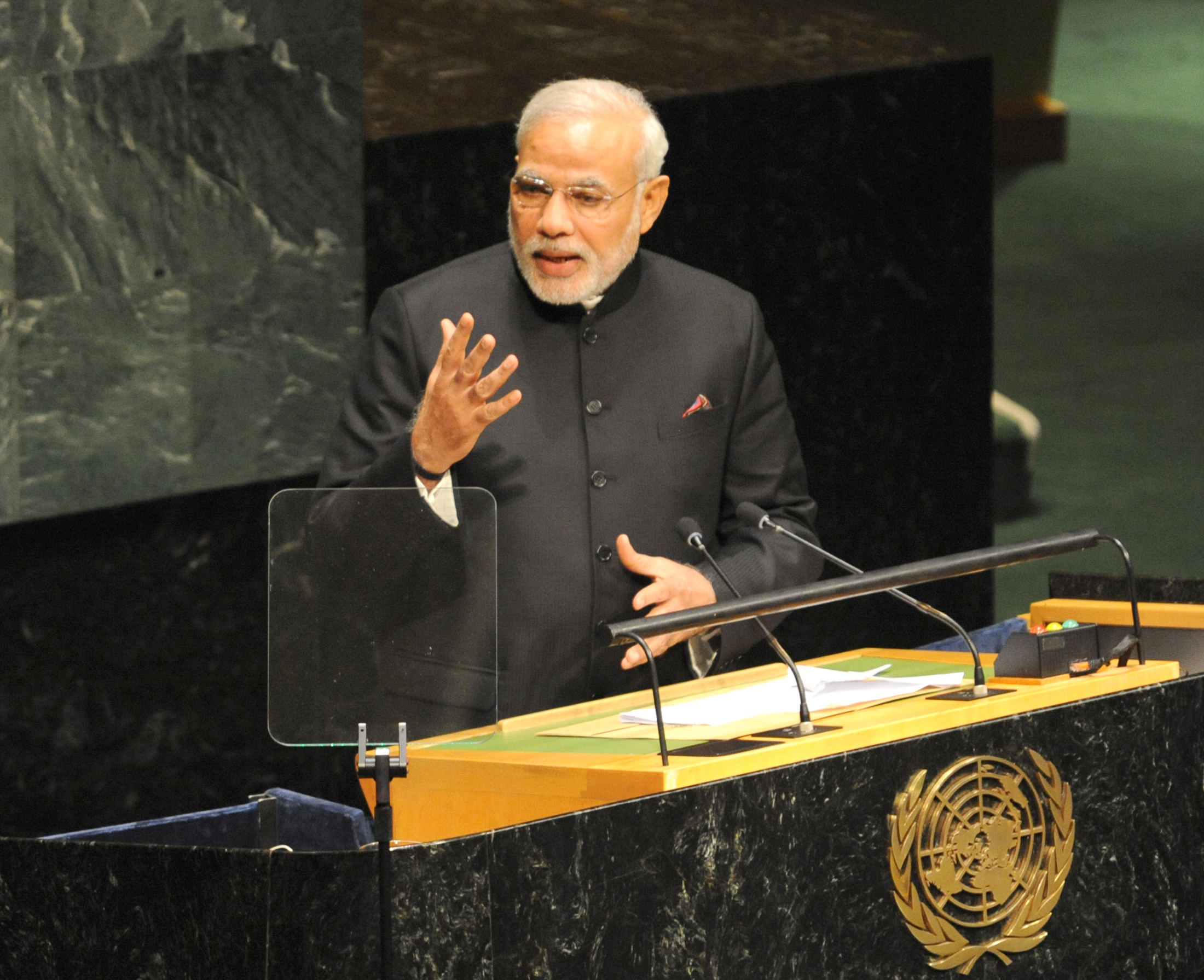
第69回国連総会で演説するナレンドラ・モディ首相。 2014年

## 憲法上の仕組みと位置付け
憲法には、首相が国のトップたる上での事務的なスキームが規定されている。第53条には、首相が大統領の憲法上の職務の遂行を支援および助言する連邦閣僚会議の長であるための事務所の規定がある。
第53条、第74条、第75条は以下の通り。
ほとんどの議院内閣制のように、大統領は儀礼的な存在で、任期は憲法に規定された通りで、法の支配は内閣や立法府の助言に従う。首相は政府の長として行政権行使に責任を持つ。大統領の憲法上の職務は憲法第60条にある通り、憲法と法律を維持、保護、擁護することである。憲法では、首相については、4つの条文（第74条、第75条、第78条、第366条）でしか言及されていないが、ローク・サバー（下院）の多数派の支持を以って政府における重要な役割を果たしている。

## 任命、任期、退任

### 適性
議員資格の原則を規定する憲法第84条と首相の資格を規定する憲法第75条、そして首相の役職を「Primus inter pares（等しい中で一番）」と表す主張によれば、首相には以下の条件が必要とされる。
- インドの国民であること。
- ローク・サバーまたはラージヤ・サバーの議員であること。もし、いずれの議員でもない者が首相に選ばれたならば6ヶ月以内にいずれかの議員にならねばならない。
- 25歳以上のローク・サバーの議員または30歳以上のラージヤ・サバーの議員であること。
- インド政府またはいずれかの州政府の下で、あるいは当該政府の管理下にある地方またはその他の当局の下で、いかなる利益の役職を持たないこと。

もし候補者が首相に選ばれたならば、全ての私企業や政府の企業の役職を辞任せねばならず、退任後に就くことになる。

### 就任と秘密保持の宣誓

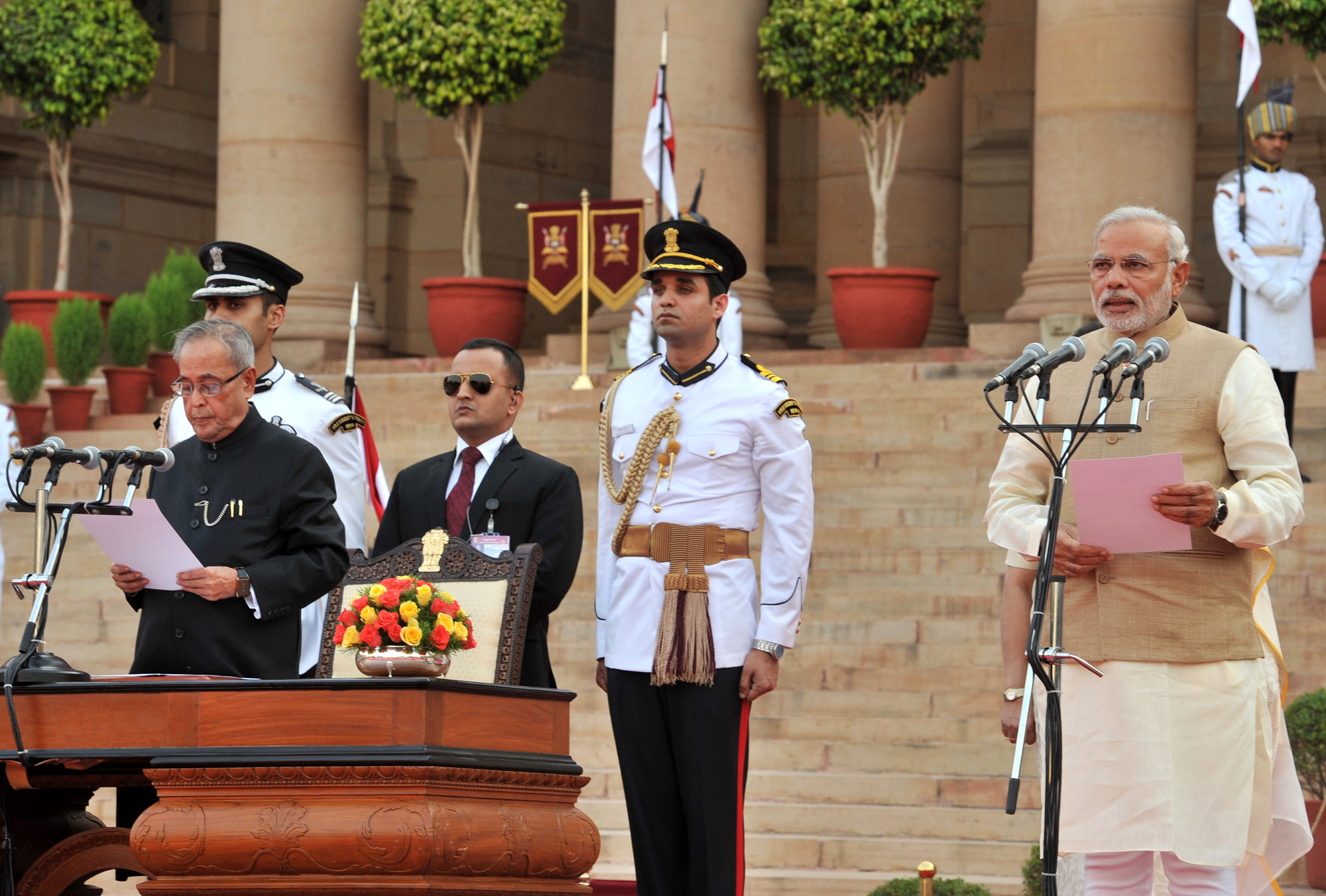
ナレンドラ・モディの最初の宣誓式 （2014年）

憲法の別表3に基づいて、首相は、大統領の出席の下で、就任前に就任宣誓と秘密保持宣誓を行う必要がある。
- 就任宣誓:

- 秘密保持宣誓:

### 任期と解任
首相は「大統領が望むままに」務めるので、大統領の信任があれば無期限に務められる。しかし、首相にはローク・サバー（インド議会、下院）の信任が必要である。
しかし、議会の過半数の信任がないならば、ローク・サバーの任期満了とともに首相の任期も終わる可能性があり、これは不信任決議と呼ばれる。これまで3人の首相、インドラ・クマール・グジュラール、デーヴェー・ガウダ、アタル・ビハーリー・ヴァージペーイーがこうしたやり方で辞任した。さらに任期中の辞任もあり得る。モラルジー・デーサーイーが任期中に辞任した最初の首相である。
また、人民代表法 (インド)にある議員であるための必要条件を満たせなくなった場合も首相を辞任することになる。

## 首相の役割と権力
インドの首相はインド政府の機能を統率して、権力を行使する。インドの大統領は、適性を考慮して、中央政府あるいは連邦閣僚会議として知られるインド政府（国の政府）を設立するために、下院の多数派を率いる人物を首相に任命する。実際に、首相は連邦閣僚会議の大臣を大統領に推薦する。首相と大統領はまたいわゆる内閣として知られる、核となるべき大臣のグループを決める。その大臣がインド政府の重要な役割と省庁を担うことになる。
首相は責任持って、大統領が「the Government of India (Allocation of Business) Rules, 1961」に基づいて、多くの省庁と事務局に政府の職務を割り当てるのを助ける。これを調整する役割は、大抵、内閣官房が担うものである。政府の職務を他の省庁に割り振る一方で、割り振られないそれ以外の職務を首相自ら担うことになる。
首相は内閣の助言の下で予定を組んで議会に出席し、議員の質問に答弁する。これは、首相の立場で職務を執行することが求められているからである。
以外に示す、いくつかの特別な省庁、機関は他の大臣ではなく首相自らが長として担当する。
- 人事・公的苦情・年金省（英語版）（人事・公的苦情・年金大臣（英語版））
- 内閣官房（英語版）
- 内閣指名委員会（英語版）
- 内閣国防委員会（英語版）
- 内閣経済問題委員会（ヒンディー語版）
- NITI Aayog（英語版）
- 原子力局（英語版）
- 宇宙局（英語版）
- 核司令部（英語版）

首相は、多くの代表団、首脳会談や政府の長の出席が求められる国際会議で国を代表し、国民に対して国やその他の重要事項について演説する。
憲法第78条により、連邦閣僚会議と大統領は首相を通して公的にやり取りする。それ以外では、憲法により、閣僚会議の外では大臣の一人としか認識されない。

### 行政権と任命権
首相は大統領に、以下の役職に任命する人物を推薦する。
- 選挙管理委員長（英語版）と選挙管理委員（英語版）
- 会計監査院長（英語版）
- 連邦公務委員会（英語版）の委員と委員長
- 中央情報委員長（英語版）と中央情報委員（英語版）
- 財務委員会（英語版）の委員と委員長
- 司法長官（英語版）と司法次官（英語版）

首相は、内閣指名委員会の委員長として、インドの内閣官房長官主導の上級選考委員会の拘束力のない助言に基づいて、政府のen:Secretary to the Government of India、en:Additional secretary to the Government of India、
en:Joint secretary to the Government of Indiaといった公務員の最高位を決める。

### 立法権
首相は議会、大抵は自らが属す下院で長として振る舞う。この役割では、首相は立法府において行政府を代表する任務を負い、重要法案を発表し、公式野党 (インド)の懸念事項に答えることが求められている。憲法第85条により、大統領には臨時国会を招集し終わらせる権限が与えられているが、この権限は首相と、首相が属す議会に助言のみ従い行使される。ゆえに、首相は議会の問題をある程度は管理している。

## 補償と給付金
憲法第75条により、議会には、首相と大臣の報酬と議会で決められるべきその他の給付金について決める権限が与えられ、時に応じて更新されている。首相と大臣の元々の報酬は憲法のパートBの表2にて指定されていたが、後に改正で削除された。
2010年に、首相府は、首相が正式な給料を受け取っておらず、月々の手当のみであると報じた。同じ年に、エコノミストは、購買力平価を元に、首相が毎年4106USドル相当を受け取っていると報じた。国民一人あたりのGDP（国内総生産）の割合からして、全ての国々で最も低いと、エコノミストは調査している。
| 日付       | 月給                         |
| ---------- | ---------------------------- |
| 2009年10月 | 100,000ルピー (1,400USドル） |
| 2010年10月 | 135,000ルピー (1,900USドル） |
| 2012年7月  | 160,000ルピー (2,200USドル） |

### 公邸

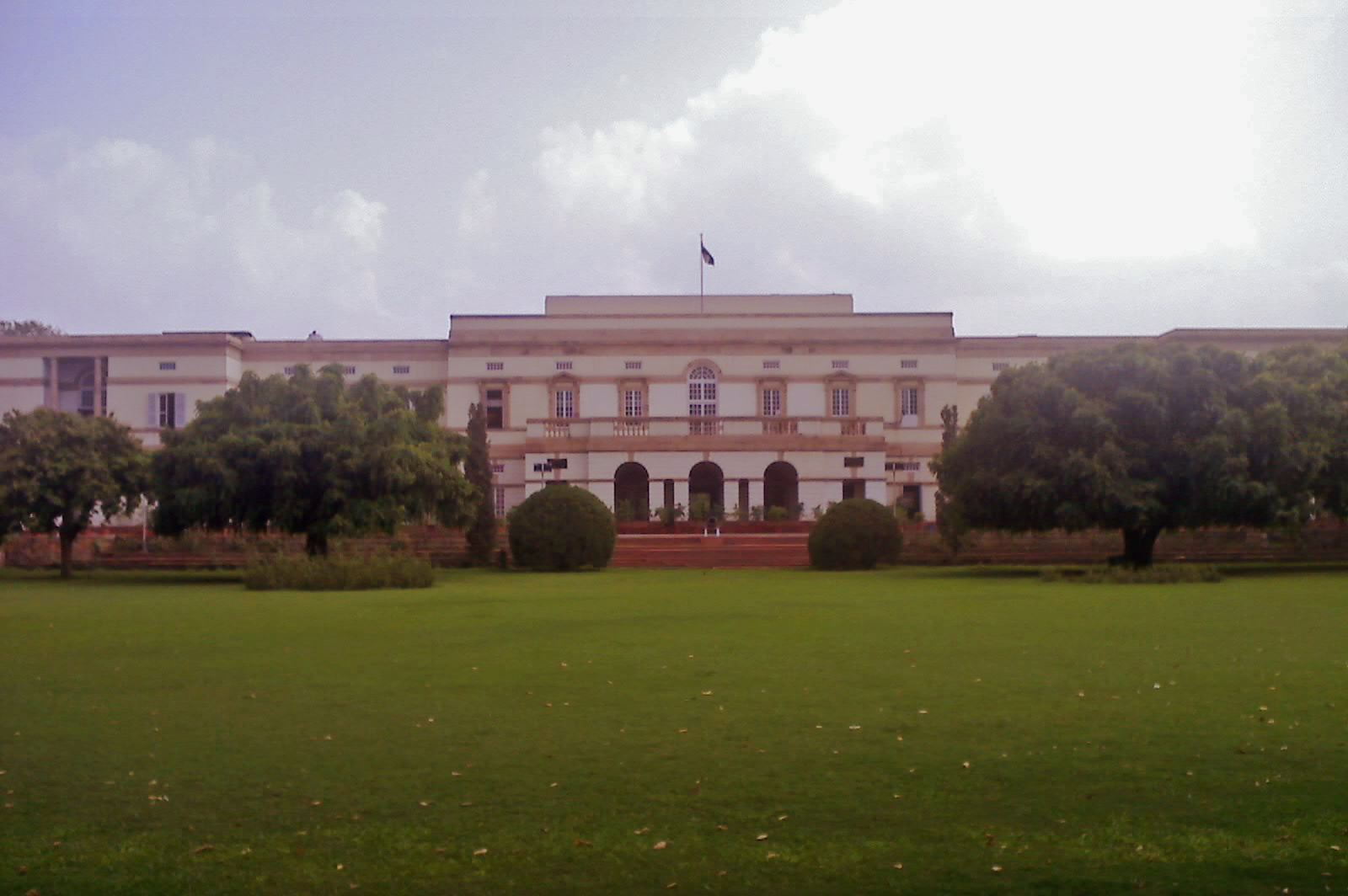
ティーン・ムルティ・バワンは、インド初の首相ジャワハルラール・ネルー首相の邸宅であった。

ニューデリーにあるロック・カリヤン・マーグ7番地（7, Lok Kalyan Marg、以前はthe 7, Race Course Roadと呼ばれた）が現在の首相官邸・公邸として使用されている。
最初の首相官邸は、ティーン・ムルティ・バワンであった。ネルーの後継の首相ラール・バハードゥル・シャーストリーはen:10, Janpathを官邸に選んだ。インディラ・ガンディーはen:Safdarjung Roadに居住した。ラジーヴ・ガンディーが首相として初めてロック・カリヤン・マーグ7番地を官邸に使用、以降の首相も使用した。

### 外交

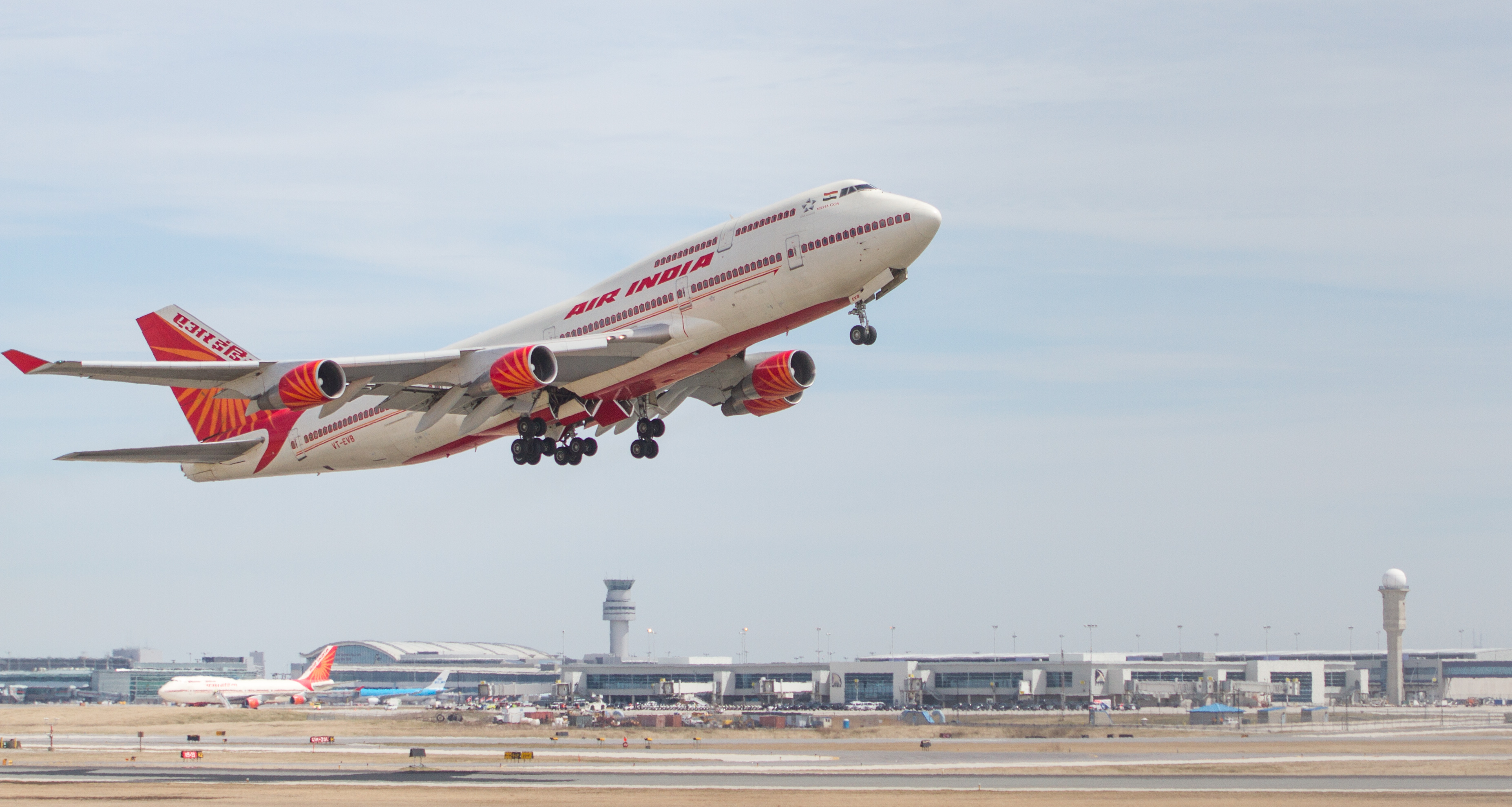
エアインディアワンがトロントから離陸

地上では、レンジローバーを高度に改造し、装甲化したものが使われる。首相の車列は、3台の装甲化されたBMW・7シリーズのセダン、2台の装甲化されたレンジローバー (L405)、少なくとも8台から10台のBMW・X5、6台のトヨタ・フォーチュナー/トヨタ・ランドクルーザー、2台のメルセデス・ベンツ・スプリンターの救護車から構成される。
航空では、エア・インディア・ワンのコールサインで指定され、インド空軍に管理されるボーイング777-300ERsが使われる。航空機の他に、Mi-8のようなヘリコプターが数台ほど首相の短距離移動に使われる。これらの航空機、ヘリコプターはインド空軍により運用される。

### 護衛
特別保護グループが着席している首相と家族を護衛する。

### 官邸
首相府は首相の第一の執務場所として使われる。執務室は、南ブロックにあり、20室の複合施設であり、内閣官房、国防省、外務省が隣接する。インド首相の首席秘書官を筆頭としており、首席秘書官は通常は元公務員で、ほとんどがインド行政職出身であり、まれにインド外交局出身である。

## 退任後
元首相はバンガローに権利を有し、現職の首相とほぼ同じように便宜が図られる。15人の秘書が5年間つき、公的支出が補償され、年に6枚の国内線のエグゼクティブクラス航空券が与えられ、特別保護グループによる保護を受けている。
さらに、元首相はインドの優先順位で第７位に位置付けされ、内閣の大臣や州の首相と同等とされる。元大臣と同じように、首相もまた退任後に年金を支給される。2015年では、元首相は月に20,000
インド・ルピー（280USドル）を受け取る。さらに、5年以上務めたならば、毎年1,500インド・ルビー（21USドル）が追加支給される。
歴代首相の中には、デーヴェー・ガウダのように、退任後に重要な業績を残した者がいる。彼は2019年までローク・サバー（インド連邦議会、下院）の議員を務め、またマンモハン・シンはラージヤ・サバー（インド連邦議会、上院）の議員を務め続けている。

### 死去

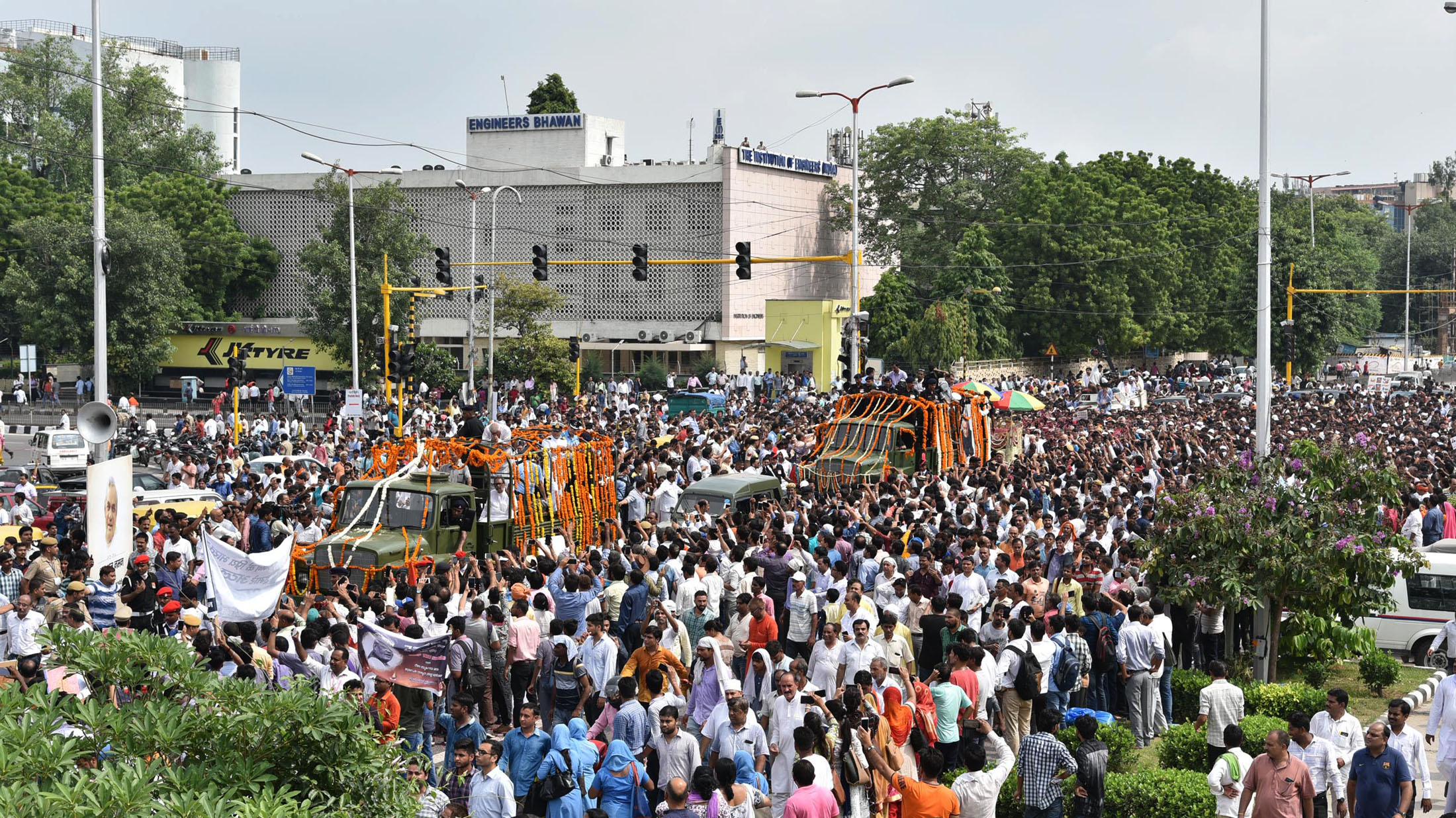
2018年8月17日にニューデリーで行われた元首相アタル・ビハーリー・ヴァージペーイーの葬列の眺め

首相は国葬の対象である。慣例で、元首相が死去した際には、インド全域で追悼の日が宣言される。

### 記念
いくつかの施設には、首相にちなんで名付けられている。ジャワハルラール・ネルーの誕生日はインドの子供の日として祝日になっている。首相はまた、いくつかの国々で記念切手が発行されている。

## 家族
首相の配偶者は、時折、首相の外遊に同行することがある。首相の家族もまた、特別保護グループによる保護を受けている。

## 首相の基金
首相は多くの基金を主宰している。

### 国防基金
国防基金は、1962年に勃発した中印国境紛争の直後の時期にインド政府が設立した。首相が基金の執行委員会の委員長を務め、国防大臣、内務大臣、財務大臣が委員となり、さらに財務大臣が会計も務める。委員会の秘書は、インド政府の共同秘書であり、国防基金の議題を取り扱う。ウェブサイトによると、基金は「国民からの自発的な寄付に完全に依存しており、予算上のいかなる支援も受けていない」とされる。基金への寄付は、インドの所得税法のセクション80Gに基づいて、税金が100%控除される。

### 首相の国家救済基金
首相の国家救済基金（The Prime Minister's National Relief Fund (PMNRF) ）は、1948年に、パキスタンから避難した人々を支援するために、インドの初代首相ジャワハルラール・ネルーにより設立された。
現在は、第一に、地震やサイクロン、洪水といった自然災害で亡くなった人々の遺族を支援するために、また第二に、慢性的で死に至る病を抱えている人々の医療費を補償するために使われている。PMNRFへの寄付は、インドの所得税法のセクション80Gに基づいて、税金が100%控除される。

## 副首相

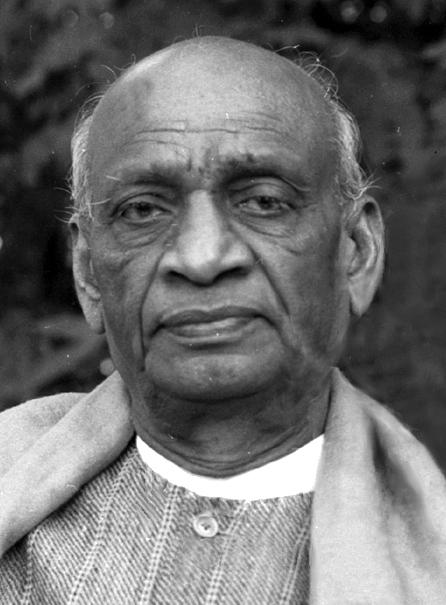
インド最初の副首相ヴァッラブバーイー・パテール

インドにおける副首相の役職は、厳密には憲法に規定されているものではなく、議会の議決によって言及されているものでもない。しかし、歴史的に、多くの場合で、政権ごとに上位の大臣の一人が副首相として割り当てられている。憲法の規定に副首相の任命要件はなく、特別な権限を与えられているわけでもない。通常は、財務大臣や内務大臣といった上位の大臣が副首相に任命される。副首相は首相の次に上位と見なされ、首相が不在の際には、副首相が代理になる。一般に、副首相は連立政権の強化のために任命されている。
最初に副首相に就いた人物は、ヴァッラブバーイー・パテールであり、ジャワハルラール・ネルー内閣で内務大臣を務めた。